# Kaoru Shibayama
Kaoru Shibayama (jap. 柴山 薫, Shibayama Kaoru; * 1963 oder 1964 in der Präfektur Chiba, Japan; † 14. April 2007) war ein japanischer Manga-Zeichner.
Shibayama begann seine Karriere in den 1980er Jahren. Er schuf für das monatliche Manga-Magazin Gekkan Shōnen Jump diverse Manga-Serien für Jugendliche, die meisten über Sportarten. Zu diesen Arbeiten zählen das über 2000 Seiten umfassende Rival, an dem er von 1989 bis 1994 zeichnete und in dem das Boxen im Vordergrund steht, sowie Chara!, das 1995 in etwa 300 Seiten erschien und in dem es um Tennis geht. Von 1996 bis 2000 kreierte er für Gekkan Shōnen Jump die aus über 1000 Seiten bestehende Wrestling-Serie Bakkotsu Shōjo Giri Giri Purin.
2002 erschien beim Shūeisha-Verlag, der auch das Gekkan Shōnen Jump sowie alle seine in den 1990er Jahren erschienen Buchveröffentlichungen herausbrachte, mit I-58 Fujōseri ein Manga nach einer Geschichte von Tsukasa Ikegami aus seiner Feder. Dieser richtet sich im Gegensatz zu seinen bis dahin entstandenen Werken nicht an ein jugendliches Publikum, sondern an erwachsene Männer.
Nach der Veröffentlichung von I-58 Fujōseri wechselte er zum Take-Shobō-Verlag und brachte dort in einer anderen Schreibweise seines Namens (柴山 かおる) drei Bücher heraus. Ab Juli 2006 arbeitete für das neu gegründete Comic Valkyrie-Magazin an der Serie Mugen Shōjo Dreamer Angels. Diese blieb aufgrund seines Todes am 14. April 2007 im Alter von 43 Jahren unvollendet.
Der Zeichner hat über dreißig Bücher veröffentlicht, darunter vierzehn zu Rival und sieben zu Bakkotsu Shōjo Giri Giri Purin.

## Werke
- Rival (ライバル, Raibaru), 1989–1994
- Daichi ga yuku (大地がゆく), 1990
- Sapphire (サファイア, Safaia), 1994
- Chara! (チャラ), 1995
- Bakkotsu Shōjo Giri Giri Purin (爆骨少女ギリギリぷりん), 1996–2000
- I-58 Fujōseri (イ―58浮上せり), 2002
- Sweet × Sweet (スイート×スイート, Suīto × Suīto), 2003–2004
- Misaki Channel (みさきチャンねる, Misaki Channeru), 2004
- Mugen Shōjo Dreamer Angels (夢幻少女ドリマーエンゼルズ, Mugen Shōjo Dorimā Enjeruzu), 2006–2007